# Chrysina rodriguezi
Chrysina rodriguezi är en skalbaggsart som beskrevs av Adolphe Boucard 1878. Chrysina rodriguezi ingår i släktet Chrysina och familjen Rutelidae. Inga underarter finns listade i Catalogue of Life.